# Öffentlicher Dienst der Wallonie

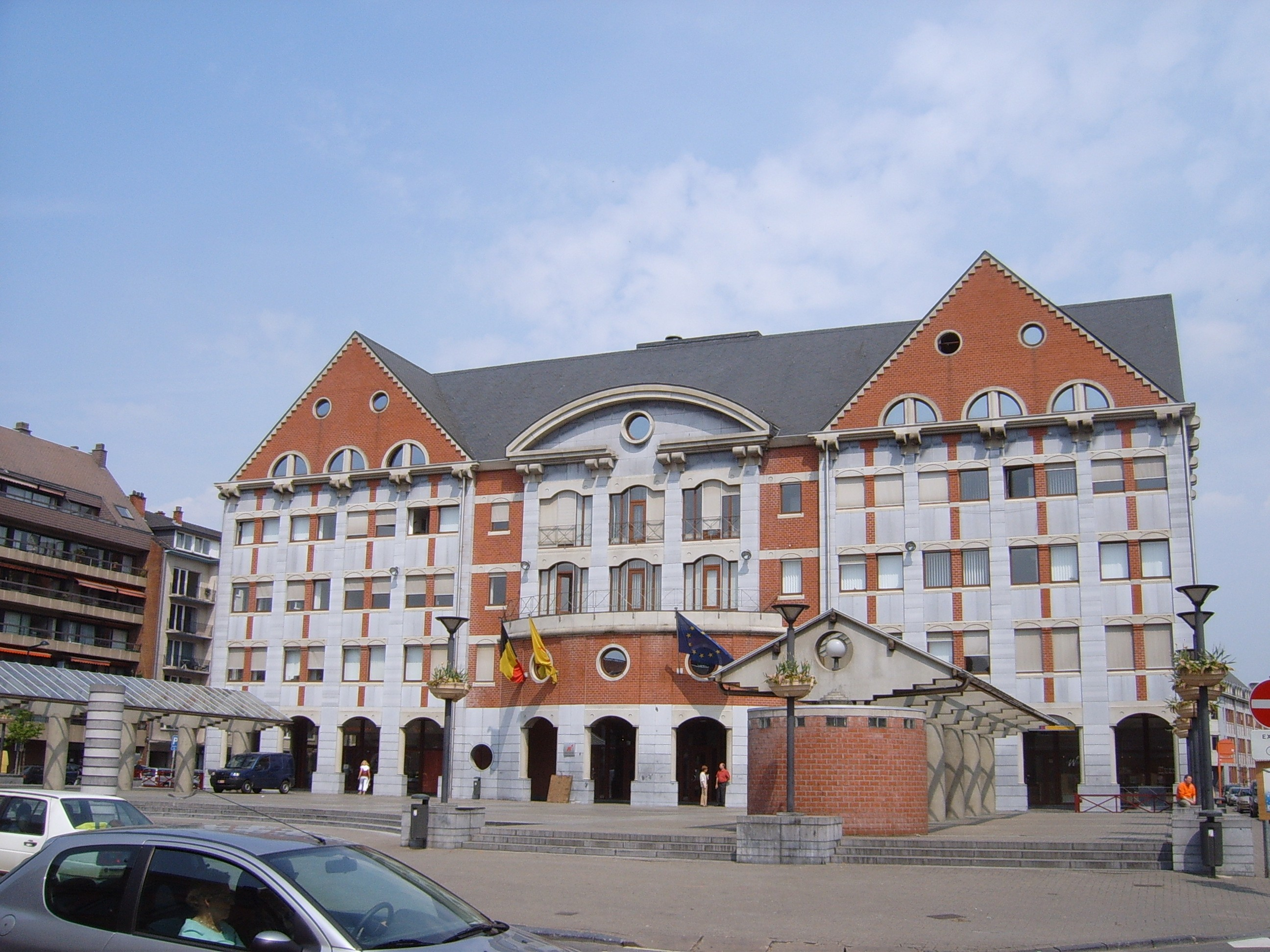
Der ÖDW, Place de la Wallonie, Jambes

Der Öffentliche Dienst der Wallonie (Abkürzung: ÖDW; französisch Service public de Wallonie) ist seit dem 1. August 2008 die oberste Instanz der wallonischen Verwaltungsbehörden. Er hat seinen Sitz in Namur, der Hauptstadt der wallonischen Region Belgiens. Die Aufgabe des Öffentlichen Dienstes der Wallonie besteht darin, die von der wallonischen Regierung, im Rahmen ihrer Zuständigkeit beschlossene Politik umzusetzen.

## Struktur
Der ÖDW setzt sich aus folgenden acht Einheiten zusammen:
- ÖDW Generalsekretariat
- ÖDW Haushalt, Logistik und Informations- und Kommunikationstechnologie
- ÖDW Mobilität und Infrastrukturen
- ÖDW Landwirtschaft, Naturschätze und Umwelt
- ÖDW Raumordnung, Wohnungswesen, Erbe, Energie
- ÖDW Inneres und soziale Maßnahmen
- ÖDW Wirtschaft, Beschäftigung, Forschung
- ÖDW Steuerwesen